# Gran Dolina
Pour un article plus général, voir Sierra d'Atapuerca.
Gran Dolina (en français Grande doline) est un site préhistorique situé près de la ville d'Atapuerca, dans la province de Burgos, en Espagne. Il appartient aux gisements de la Sierra d'Atapuerca qui sont les plus importants d'Europe par l'abondance et la diversité de leurs vestiges humains fossiles.

## Description
Gran Dolina est une dépression karstique, appelée doline, qui s'est remplie au fil du temps de sédiments, dont les plus anciens remontent à 1,5 Ma. À la fin du XIXe siècle, une tranchée de chemin de fer a été ouverte dans les calcaires du Crétacé, éventrant au passage les remplissages de Gran Dolina.
Le site est répertorié sous le code TD (Trinchera Dolina), et les différentes couches sédimentaires reconnues de TD1 (la plus ancienne) à TD11 (la plus récente). L'installation d'un grand échafaudage a été nécessaire pour fouiller les différents niveaux de la coupe stratigraphique.

## Historique
Les premières découvertes ont été faites dans les années 1970.

## Homo antecessor

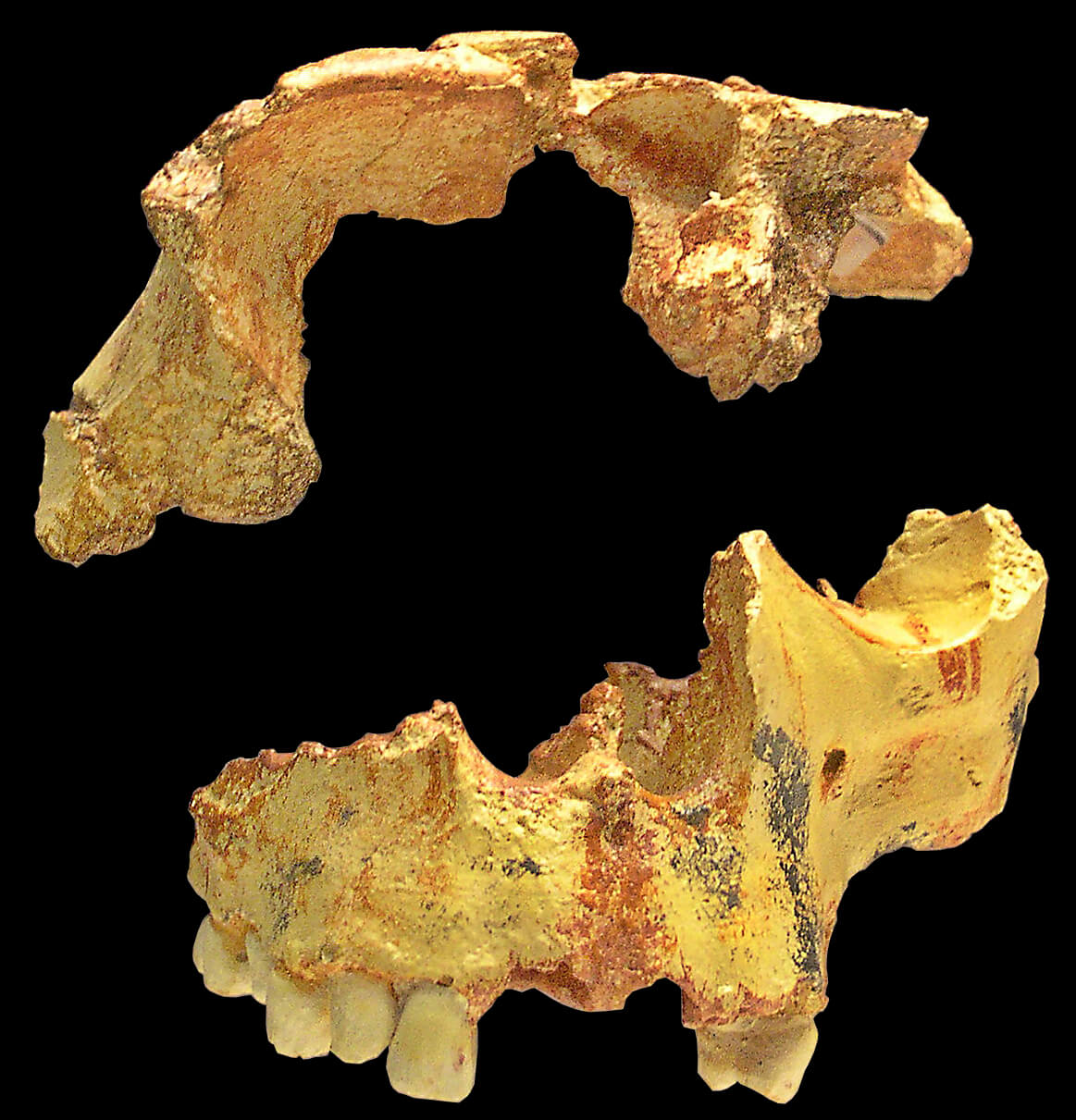
Restes d'Homo antecessor de Gran Dolina répertoriés sous les numéros ATD6-15 et ATD6-69.

### Les vestiges ATD6-15 et ATD6-69
Le site de Gran Dolina est surtout connu pour les fragments de crâne d'un jeune individu (10-11 ans), dit niño de Gran Dolina, répertoriés sous les numéros ATD6-15 et ATD6-69. En effet, dans le niveau dit TD6, les restes d'un crâne daté d'environ 850 000 ans ont été découverts en 1994. Ces fragments crâniens ont été attribués en 1997 à une nouvelle espèce humaine, Homo antecessor, pour laquelle on a trouvé les restes fragmentaires d'au moins six individus.
La découverte de ces fossiles a modifié la perception de l'évolution humaine sur le continent européen.

### Cannibalisme
Homo antecessor pratiquait l'anthropophagie, comme l'attestent des marques laissées sur des ossements humains. Ces marques suggèrent des opérations de dépeçage qui ont laissé des traces d'outils sur l'os. Par ailleurs, certains impacts montrent que ces os ont été cassés en deux. En effet, le matériel osseux présente des traces de coups et de nettes fractures, qui indiquent une extraction de moelle. Ce type de fractures ne correspond pas à une pratique rituelle, mais était pratiqué dans un but alimentaire.

## Industrie lithique
Dans les niveaux inférieurs, les vestiges d'une industrie lithique datée d'environ 1,5 Ma attestent la présence d'un groupe humain qui serait parmi les plus anciens d'Europe.